# 최현식
최현식(1967년 ~ )은 대한민국의 문학평론가이자 교수이다. 1967년 충청남도 당진에서 태어나, 연세대학교 국어국문학과를 졸업하고 동 대학원에서 석사학위와 박사학위를 취득하였으며, 도쿄외국어대학교대학원 총합문화과에서 연구과정을 수료하였다. 경상국립대학교 국어국문학과 교수를 거쳐 현재 인하대학교 국어교육학과 교수로 재직 중이다. 2006년 제18회 「소천비평문학상」, 2011년 제22회 「김달진문학상」(평론부문)을 수상했다.

## 학력
- 연세대학교 국어국문학과 학사
- 연세대학교 대학원 문학석사
- 연세대학교 대학원 문학박사

### 비학위 수료
- 일본 도쿄 외국어대학교 총합문화연구과정 수료

## 약력
1997년 《조선일보》 신춘문예에 문학평론이 당선되어 등단했다. 2006년 제18회 「소천비평문학상」, 2011년 제22회 「김달진문학상」(평론부문)을 수상했다.

## 수상
- 2006년 제18회 「소천비평문학상」
- 2011년 제22회 「김달진문학상」(평론부문)

## 저서

### 비평집
- 《말 속의 침묵》(문학과지성사, 2002)
- 《시를 넘어가는 시의 즐거움》(랜덤하우스코리아, 2005)
- 《시는 매일매일》(문학과지성사, 2011)

### 연구서
- 《서정주 시의 근대와 반근대》(소명출판, 2003)
- 《한국 근대시의 풍경과 내면》(작가, 2005)
- 《신화의 저편—한국 현대시와 내셔널리즘》(소명출판, 2007)